# Lista de navios construídos no Arsenal Real da Marinha de São Salvador
Esta lista de navios construídos no Arsenal Real da Marinha de São Salvador inclui todos os navios de superfície e submarinos construídos no estaleiro. A lista está organizada e ordenada pelo ano de construção da embarcação.

## Produção
| # | Navio                  | Entidade requesitante | Tipo    | Classe | Construção | Notas |
| - | ---------------------- | --------------------- | ------- | ------ | ---------- | ----- |
|   | Nossa Senhora do Pilar | Marinha portuguesa    | Nau     |        | 1715       | .–    |
|   | Galeota Real           | Marinha portuguesa    | Galeota |        | 1808       | .–    |